# Naomi Wattsová

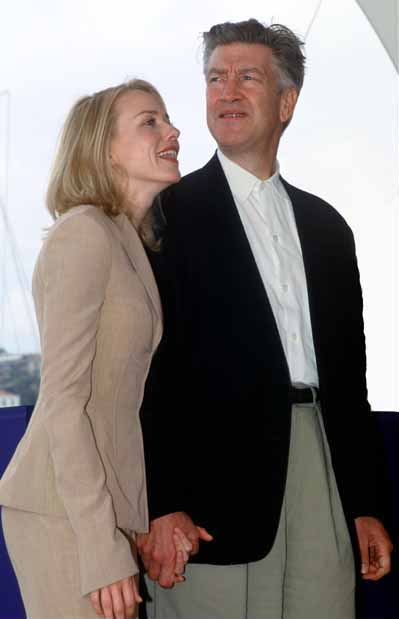
Wattsová s filmovým tvůrcem Davidem Lynchem na Filmovém festivalu v Cannes při uvedení Mulholland Drive, 2001

Naomi Ellen Wattsová (* 28. září 1968 Shoreham, Kent) je britsko-australská herečka, která zahájila svou kariéru v australské televizi účinkováním v seriálech Hey Dad..! (1990), Brides of Christ (1991) a Home and Away (1991). Filmovým debutem se pro ni v roce 1986 stalo drama For Love Alone. V dalším období hrála v tzv. „béčkových“ snímcích, mezi jinými v hororu z roku 1996 Kukuřičné děti – Zjevení, stejně tak i v televizi a nezávislých projektech.
Pozitivní kritický ohlas jí v roce 2001 přinesla hlavní role v psychologickém neo-noir thrilleru Davida Lynche Mulholland Drive, kde se objevila po boku Justina Therouxe a Laury Harringové. O rok později byla obsazena do hlavní role Rachel Kellerové v hororovém kasovním trháku Kruh, za níž získala cenu Saturnu pro nejlepší herečku.
V roce 2004 byla nominována na Oscara za nejlepší ženský herecký výkon v hlavní roli za výkon v roli Cristiny Peckové dramatu mexického režiséra Alejandra Gonzáleze Iñárritua 21 gramů (2003), v němž si zahrála spolu se Seanem Pennem. Z dalších příležitostí se objevila v remaku z roku 2005 hororového příběhu King Kong, který ji vynesl druhou Saturnovu cenu, v dalším remaku Barevný závoj (2006), nebo v thrillerech Východní přísliby (2007) a International. V roce 2010 ztvárnila v životopisném snímku Fair Game osud americké důstojnice Valerie Plameové, opět vedle kolegy Seana Penna, jenž hrál jejího manžela Josepha C. Wilsona.
V roce 2002 ji časopis People zařadil mezi 50 nejkrásnějších osob. Roku 2006 se pak stala velvyslankyní dobré vůle pro Spojený program HIV/AIDS Organizace spojených národů, která zvyšuje povědomí o otázkách týkajících se AIDS.

## Osobní život

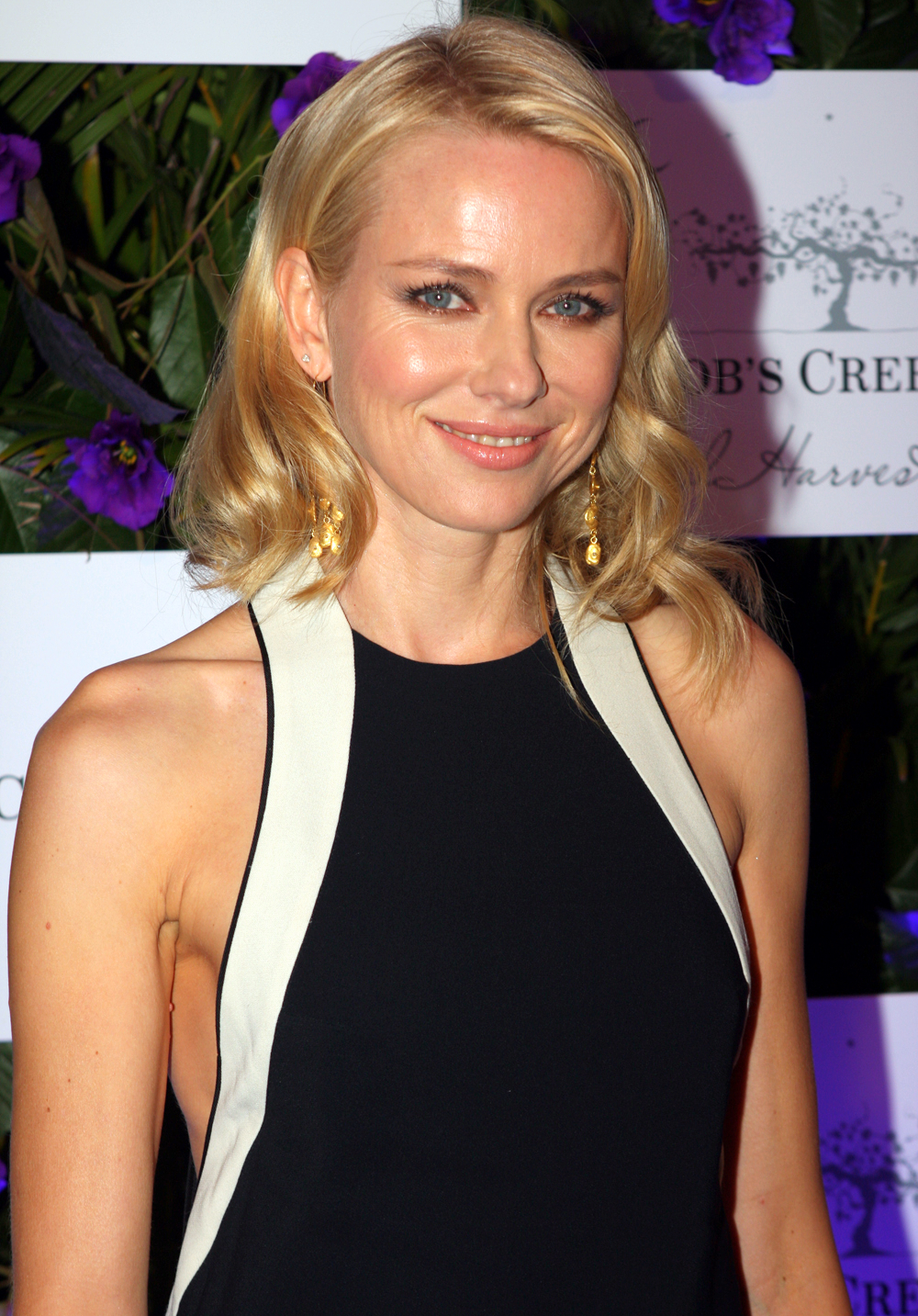
Naomi Wattsová 2012

Narodila se v roce 1968 v anglickém Shorehamu do rodiny velšské obchodnice se starožitnostmi, kostýmní návrhářky a filmové architekty Myfanwy Edwardsové, rozené Robertsové a Petra Wattse, anglického road manažera zajišťujícího turné kapel, a také mistra zvuku skupiny Pink Floyd. Ve věku jejích čtyř let se rodiče rozvedli. Poté spolu s matkou a bratrem Benem Wattsem, který se stal uměleckým fotografem, žili tři roky u prarodičů Nikki a Hugha Robertsových. S matkou se několikrát stěhovali po Anglii a Walesu, ve většině případů za jejím novým partnerem. Peter Watts ukončil spolupráci s Pink Floyd v roce 1974 a s Myfanwy Wattsovou se usmířil. V srpnu 1976 byl nalezen mrtev ve svém bytu v Notting Hill, zřejmě po předávkování heroinem.
Budoucí herečka poté vyrůstala s matkou a dalšími příbuznými na farmě Llanfawr v severovelšském Anglesey, kde několik let navštěvovala školu vyučující ve velštině Ysgol Gyfun Llangefni. Ambici stát se herečkou získala, podle vlastních slov, po zhlédnutí filmu Watts Fame z roku 1980. Ve čtrnácti letech se s bratrem a matkou přestěhovali do Austrálie za babičkou z matčiny strany, která byla Australanka. Matka nejdříve pracovala jako stylistka pro televizní reklamy, následně jako módní návrhářka a nakonec také v projektu mýdlové opery Return To Eden.
Naomi Wattsová si vyzkoušela natáčení televizní reklamy a začala navštěvovat hodiny herectví.
Studovala na střední Mosman High School a dívčí škole North Sydney Girls' High School, kde byla její třídní spolužačkou Nicole Kidmanová. Školu však nedokončila a začala pracovat jako kamelotka a obchodní zástupkyně v Delicacies store na severním pobřeží Sydney. V osmnácti letech podepsala smlouvu s modelingovou agenturou, která ji vyslala do Japonska. Po několika neúspěšných konkursech se vrátila zpět do Sydney, kde získala smlouvu na reklamu pro obchodní dům. Tím na sebe upozornila a v časopise Follow Me nastoupila na pozici asistentky editorky pro módu. Náhodná nabídka spolupracovat na semináři týkajícího se dramatického umění ji přivedla zpět k herectví a rychlému opuštění dosavadního zaměstnání.
Ve věci postoje k národnosti prohlásila: „Považuji se za Britku, která má velmi radostné vzpomínky na Spojené království. Prvních 14 let života jsem strávila v Anglii a Walesu a nikdy se mi nechtělo odejít. Když jsem už v Austrálii bydlela, často jsem se do Anglie vracela.“ Také vyjádřila svou náklonnost k australské příslušnosti slovy: „Považuji se za skutečnou Australanku a s Austrálií jsem těsně spojena. Vlastně, když lidé hovoří o tom, kde jsou doma, já uvádím Austrálii, protože odtud mám nejsilnější vzpomínky.“

## Soukromý život

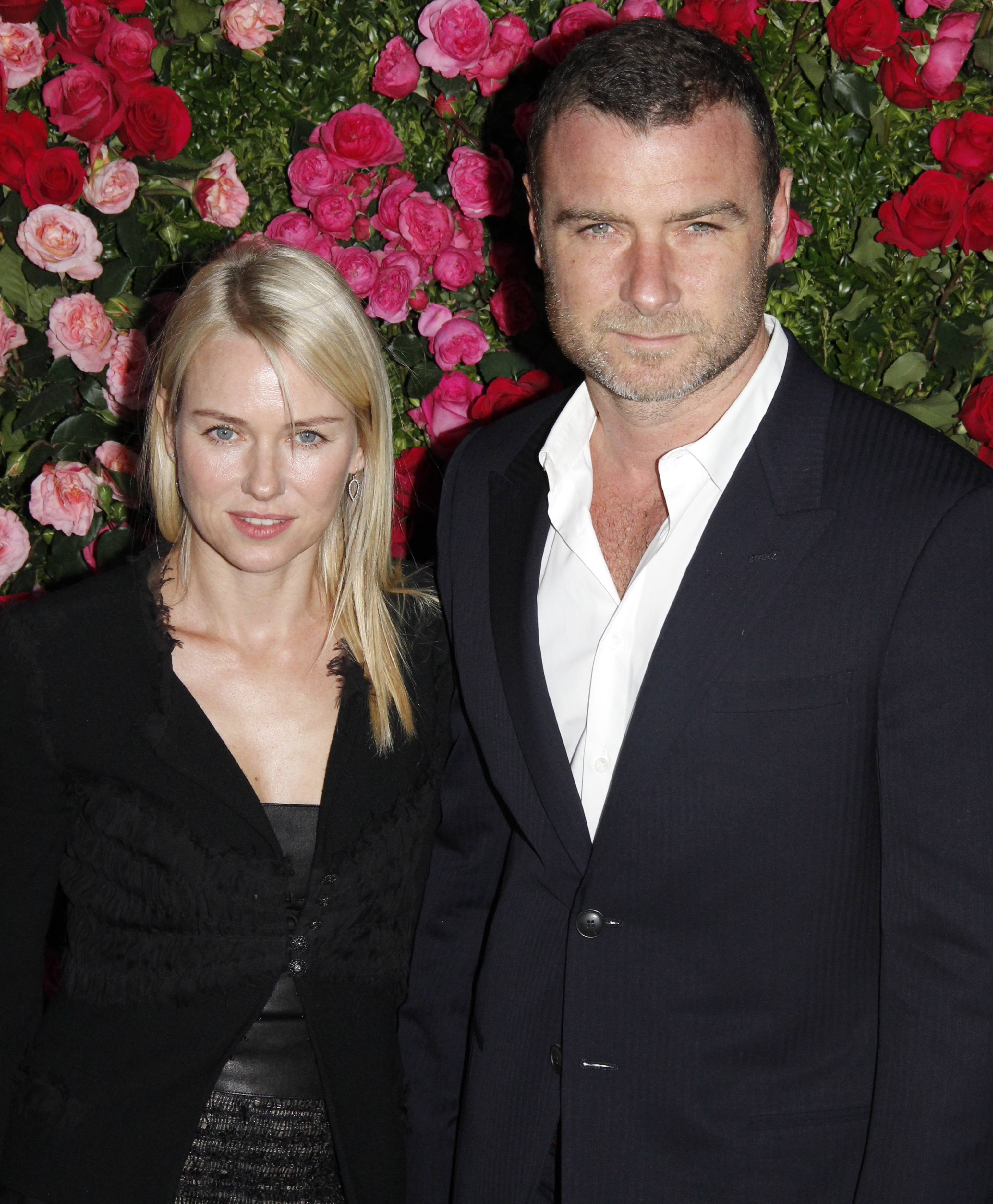
Wattsová s partnerem Lievem Schreiberem, 2012

Maniakální smích otce Petra Wattse je slyšet na nahrávkách kapely Pink Floyd ve skladbách „Speak to Me“ a „Brain Damage“ z alba The Dark Side of the Moon.
V 90. letech byl jejím partnerem režisér Stephen Hopkins, poté od srpna 2002 do května 2004 herec Heath Ledger. Od jara 2005 žije ve vztahu s hercem Lievem Schreiberem. V rozhovoru z konce ledna 2009 potvrdila, že od něj dostala prsten, ale nikdo z dvojice do manželství nespěchá. Schreiber je známý svou mystifikací medií. V roce 2007 označil svou přítelkyni již za manželku, ale následně prohlásil, že se jednalo pouze o vtip.
V Los Angeles se 25. července 2007 narodil jejich první syn Alexander „Sasha“ Pete. Druhý potomek Samuel Kai přišel na svět 13. prosince 2008 v New York City. Po dočasné mateřské pauze se k herectví vrátila snímkem z roku 2009 International, kde se objevila po boku Cliva Owena. V dubnu 2010 prohlásila, že by chtěla třetí dítě, pokud by existovala záruka, že se bude jednat o holčičku. Wattsová se Schreiberem oznámili rozchod 26. září 2016 po jedenácti letech vztahu.
Během natáčení filmu Barevný závoj se začala zajímat o buddhismus, ke kterému poté konvertovala. Svou náboženskou víru vyjádřila slovy: „V něco věřím, ale nejsem striktní buddhista či cokoli jiného.“
V červnu 2023 se na Manhattanu provdala za hereckého kolegu Billyho Crudupa, se kterým navázala vztah v roce 2017.

## Filmografie
| Rok  | Film                         | Role                    | Poznámka |
| ---- | ---------------------------- | ----------------------- | --- |
| 1986 | For Love Alone               | Leova holka             | filmový debut |
| 1990 | Hey Dad..!                   | Belinda Lawrence        | televizní seriál (2 díly) |
| 1991 | Flirtování                   | Janet Odgers            | |
| 1991 | Home and Away                | Julie Gibson            | televizní seriál (4 díly) |
| 1991 | Brides of Christ             | Frances Heffernan       | televizní seriál (3 díly) |
| 1993 | Širé Sargasové moře          | Fanny Grey              | |
| 1993 | Matiné                       | nakupující Cart Starlet | |
| 1993 | Krutý omyl                   | Jennifer Carter         | |
| 1993 | Custodian                    | Louise                  | |
| 1995 | Pancéřová holka              | Jet Girl                | |
| 1996 | Kukuřičné děti – Zjevení     | Grace Rhodes            | |
| 1996 | Hra o život                  | Molly                   | |
| 1996 | Bermudský trojúhelník        | Amanda                  | televizní film |
| 1996 | Timepiece                    | Mary Chandler           | televizní film |
| 1997 | Under the Lighthouse Dancing | Louise                  | |
| 1998 | A House Divided              | Amanda                  | krátkometrážní |
| 1998 | Nebezpečná krása             | Guila De Lezze          | |
| 1998 | Náměsíčníci                  | Kate Russell            | televizní seriál (9 dílů) |
| 1998 | Babe 2: Prasátko ve městě    | hlasová role            | |
| 1998 | The Christmas Wish           | Renee                   | televizní film |
| 1999 | Hon na vraha                 | Holly Maddux            | televizní film |
| 1999 | Strange Planet               | Alice                   | |
| 2000 | The Wyvern Mystery           | Alice Fairfield         | televizní film |
| 2001 | Never Date an Actress        | povrchní přítelkyně     | krátkometrážní |
| 2001 | Ellie Parker                 | Ellie Parker            | krátkometrážní |
| 2001 | Výtah smrti                  | Jennifer Evans          | |
| 2001 | Mulholland Drive             | Betty Elms/Diane Selwyn | Cena Spolku chicagských filmových kritiků pro nejlepší herečku Chlotrudis Award pro nejlepší herečku Outfest – cena pro nejlepší herečku v hlavní roli Cena lasvegaských filmových kritiků pro nejlepší herečku National Board of Review – průlomový výkon herečky Národní Cena Společnosti filmových kritiků pro nejlepší herečku Online Film Critics Society Award – objev roku Online Film Critics Society Award – nejlepší herečka Cena Spolku sandiegských filmových kritiků pro nejlepší herečku ve vedlejší roli Village Voice Film Pollpro – nejlepší výkon v hlavní roli Nominace – American Film Institute Award Nominace – Cena Saturnu pro nejlepší herečku |
| 2002 | Rabbits                      | Suzie                   | |
| 2002 | Kruh                         | Rachel Kellerová        | Cena Saturnu pro nejlepší herečku |
| 2002 | Láska až za hrob             | Meredith                | další název Plots with a View |
| 2002 | Odpadlík                     | Rebecca Yoderová        | televizní film |
| 2003 | Ned Kelly                    | Julia Cooková           | |
| 2003 | Rozvod po francouzsku        | Roxeanne de Persandová  | Benátský filmový festival – Wella Prize, také za 21 gramů |
| 2003 | 21 gramů                     | Cristina Pecková        | Cena Spolku floridských filmových kritiků pro nejlepší herečku Independent Spirit Awards – Special Distinction Award Cena Spolku losangeleských filmových kritiků pro nejlepší herečku Online Film Critics Society Award – nejlepší herečka Cena Spolku phoenixských filmových kritiků pro nejlepší herečku Cena Spolku phoenixských filmových kritiků za nejlepší obsazení role Cena Spolku sandiegských filmových kritiků pro nejlepší herečku Cena Spolku filmových kritiků z Jihovýchodu pro nejlepší herečku Benátský filmový festival – cena publika Benátský filmový festival – Wella Prize, také za Rozvod po francouzsku Cena Spolku filmových kritiků z oblasti Washingtonu, D.C. pro nejlepší herečku Nominace – Oscar pro nejlepší herečku v hlavní roli Nominace – Cena BAFTA pro herečku v hlavní roli Nominace – Critics' Choice Movie Award – nejlepší herečka Nominace – Cena Spolku chicagských filmových kritiků pro nejlepší herečku Nominace – Satellite Award – nejlepší herečka ve filmu či dramatu Nominace – Screen Actors Guild Award – vynikající výkon herečky v hlavní roli |
| 2004 | Už tady nežijeme             | Edith Evansová          | |
| 2004 | Mám rád Huckabees            | Dawn Campbellová        | |
| 2004 | Zabiji Richarda Nixona       | Marie Andersen Bickeová | |
| 2005 | Kruh 2                       | Rachel Kellerová        | Nominace – Teen Choice Awards – nejlepší herečka |
| 2005 | Hranice života               | Lila Culpepperová       | |
| 2005 | Ellie Parker                 | Ellie Parkerová         | (celovečerní film) Mezinárodní filmový festival v Seattlu – New American Cinema Award – čestné uznání |
| 2005 | King Kong                    | Ann Darrowová           | International Cinephile Society Award – nejlepší herečka Cena Spolku londýnských filmových kritiků pro nejlepší herečku Cena Saturnu pro nejlepší herečku Nominace – Australian Film Institute International Award – nejlepší herečka Nominace – Cena Spolku chicagských filmových kritiků pro nejlepší herečku Nominace – Empire Awards pro nejlepší herečku Nominace – Online Film Critics Society – nejlepší herečka |
| 2006 | Inland Empire                | Suzie Rabbit            | hlasová role |
| 2006 | Barevný závoj                | Kitty Faneová           | |
| 2007 | Východní přísliby            | Anna Chytrovová         | Nominace – Cena Saturnu pro nejlepší herečku |
| 2008 | Funny Games USA              | Ann Farberová           | Nominace – Fangoria Chainsaw Award pro nejlepší herečku |
| 2009 | International                | Eleanor Whitmanová      | |
| 2010 | Mother and Child             | Elizabeth Joyce         | Nominace – Mezinárodní cena Australského filmového institutu pro nejlepší herečku Nominace – Independent Spirit Award pro nejlepší herečku ve vedlejší roli |
| 2010 | Poznáš muže svých snů        | Sally                   | |
| 2010 | Fair Game                    | Valerie Plameová        | Nominace – Satellite Award pro nejlepší herečku Nominace – St. Louis Gateway Film Critics Association Award pro nejlepší herečku |
| 2011 | Dream House                  | Ann Pattersonová        | |
| 2011 | J. Edgar                     | Helen Gandyová          | |
| 2012 | Nic nás nerozdělí            | Maria Bennettová        | Cena Asociace filmových kritiků středního Ohia pro nejlepší herečku(2. místo) Cena spolku filmových scenáristů pro nejlepší herečku Mezinárodní filmový festival v Palm Springs – Desert Palm Achievement Award Nominace – Critics' Choice Movie Award pro Nejlepší herečku Nominace – Empire Award pro Nejlepší herečku Nominace – Oscar pro Nejlepší herečku v hlavní roli Nominace – Cena Saturnu pro Nejlepší herečku Nominace – Screen Actors Guild Award pro Nejlepší herečku v hlavní roli Nominace – Teen Choice Award pro Nejlepší herečku v dramatickém filmu Nominace – Zlatý glóbus pro Nejlepší herečku v dramatickém filmu |
| 2013 | Mládeži nepřístupno          | Samantha                | Nominace – Zlatá malina pro Nejhorší herečku |
| 2013 | Two Mothers                  | Lil                     | |
| 2013 | Chalky                       | sama sebe               | dokumentární |
| 2013 | Sunlight Jr.                 | Melissa                 | |
| 2013 | Diana                        | princezna Diana         | Nominace – Zlatá malina pro Nejhorší herečku |
| 2014 | Birdman                      | herečka                 | Critics' Choice Movie Award pro Nejlepší obsazení Screen Actors Guild Award pro Nejlepší obsazení |
| 2014 | Dokud jsme mladí             | Cornelia Schrebnicková  | |
| 2014 | Miluj svého souseda          | Daka Paramova           | Nominace – Screen Actors Guild Award pro Nejlepší herečku ve vedlejší roli |
| 2014 | BoJack Horseman              | sama sebe (hlas)        | díl: „One Trick Pony“ |
| 2015 | The Sea of Trees             | Joan Brennanová         | |
| 2015 | Tři generace                 | Maggie                  | |
| 2015 | Rezistence                   | Evelyn Johnson-Eatonová | |
| 2015 | Demolice                     | Karen Morenová          | |
| 2016 | V pasti                      | Mary Portmanová         | |
| 2016 | Chuck                        | Linda Wepnerová         | |
| 2016 | Aliance                      | Evelyn Johnson-Eatonová | |
| 2017 | The Book of Henry            | Susan Carpenterová      | |
| 2017 | Skleněný zámek               | Rose Mary Wallsová      | |
| 2017 | Twin Peaks                   | Janey-E Jonesová        | 10 dílů |
| 2017 | Gypsy                        | Jean Hollowayová        | 10 dílů, také výkonná producentka |
| 2018 | Ophelia                      | královna Gertruda       | |
| 2020 | Mistrovská úroveň            | Jemma Wells             | |
| 2021 | Hodina nejistoty             | Amy Carr                | také producentka |
| 2022 | Nekonečná bouře              | Pam Bales               | také producentka |
| 2022 | Dobrou noc, mami             | Matka                   | také výkonná producentka |